# Elecciones provinciales del Chaco de 1963
Las elecciones generales de la provincia del Chaco de 1963 tuvieron lugar el 7 de julio de 1963, al mismo tiempo que las elecciones presidenciales y legislativas a nivel nacional. Tuvieron lugar con el objetivo de restaurar las instituciones constitucionales tras el golpe de Estado de 1962 que derrocó a Arturo Frondizi y restauró la proscripción al peronismo. Debía elegirse al gobernador para el período 1963-1967 y a los 30 legisladores, 15 que cumplirían el mandato completo y 15 que solo cumplirían hasta 1965, cuando se renovaría la mitad de la cámara.
A pesar de que el peronismo se encontraba técnicamente proscrito e impedido de presentarse a elecciones, Deolindo Felipe Bittel, que había ganado bajo la bandera del Partido Laborista las anteriores elecciones, se pudo presentar nuevamente, esta vez por Unión Popular en alianza con el Partido Conservador, obteniendo una victoria aún menor que la anterior, del 29.31%. En segundo lugar quedaron los votos en blanco, que superaron el 28%, siendo la mayor tasa de voto no positivo en la historia electoral del Chaco. En tercer y cuarto lugar quedaron las dos facciones de la Unión Cívica Radical (la UCRP y la UCRI respectivamente). En quinto lugar quedó la Unión del Pueblo Argentino (UDELPA), y en sexto lugar el Partido Demócrata Progresista (PDP).
Finalizado el proceso electoral, Bittel y los legisladores electos asumieron su cargo el 12 de octubre de 1963. No podrían completar su mandato debido al golpe de Estado de 1966 que instauraría la dictadura militar autodenominada Revolución Argentina.

## Resultados
|  | 40,72 % |

|  | 27,25 % |

|  | 17,80 % |

|  | 7,38 % |

|  | 6,85 % |

|  | 2,10 % |

|  | 1,20 % |

|  | 71,96 % |

|  | 28,02 % |

|  | 100 % |

|  | 74.40 % |